# Bairgania
Bairgania è una città dell'India di 34.821 abitanti, situata nel distretto di Sitamarhi, nello stato federato del Bihar. In base al numero di abitanti la città rientra nella classe III (da 20.000 a 49.999 persone).

## Geografia fisica
La città è situata a 26° 45' 0 N e 85° 16' 60 E e ha un'altitudine di 61 m s.l.m..

## Società

### Evoluzione demografica
Al censimento del 2001 la popolazione di Bairgania assommava a 34.821 persone, delle quali 18.496 maschi e 16.325 femmine. I bambini di età inferiore o uguale ai sei anni assommavano a 6.829, dei quali 3.466 maschi e 3.363 femmine. Infine, coloro che erano in grado di saper almeno leggere e scrivere erano 14.965, dei quali 9.805 maschi e 5.160 femmine.